# Mestre Suassuna
Mestre Reinaldo Ramos Suassuna (Itabuna, 16 gennaio 1938) è un artista marziale brasiliano, maestro della capoeira.

## Biografia
Mestre Suassuna (Reynaldo Ramos Suassuna) cominciò a praticare Capoeira negli anni '50 contro la sua volontà, costretto dal suo medico per problemi alle gambe a praticare uno sport che non fosse il calcio. È uno dei primi maestri (Mestres) a divulgare l'arte della capoeira nello Stato di São Paulo, ed è il creatore di un tocco di berimbau e particolare forma di allenamento denominata "Miudinho", peculiare del gruppo Cordão de Ouro (il gruppo che lui ha fondato).
Apprese la Capoeira a Bahia da vari maestri quali Mestre Sururu', Mestre Maneca Brandão e successivamente con Mestre Bimba, Mestre Waldemar, Mestre Caiçara e Mestre Canjiquinha. Fu così che Mestre Suassuna cominciò ad apprezzare la Capoeira in tutte le sue forme (ideologia alla base dei suoi insegnamenti tutt'oggi).
Nel 1965 lasciò Bahia per andare a San Paolo per aprire una sua Academia di Capoeira.
All'inizio fu un periodo economicamente molto difficile fino a quando nel 1967 conobbe Mestre Brasilia con il quale aprì la scuola "Associação de Capoeira Cordão de Ouro", ancora oggi molto apprezzata a livello internazionale.